# Notel
Notel is een oude herdgang van Oirschot, in de Nederlandse provincie Noord-Brabant. De herdgang bevindt zich onmiddellijk ten noordoosten van deze plaats. De oudste benaming is notele, wat vermoedelijk bos van notebomen betekent.
Hoewel Notel al sinds langere tijd bewoond is, heeft de bebouwing zich vermoedelijk naar het westen verplaatst en pas in de 13e eeuw kwam Notel op de huidige plaats te liggen.
In het zuiden van deze buurtschap lag Kasteel Oud Beijsterveld, wat een van de residenties was van de heren van Oirschot. De huidige gebouwen zijn 18e-eeuws en opgenomen in een kloostercomplex, waaromheen een fraai park met een mooie dreef is gelegen. Dit klooster heet eveneens Bijsterveld.